# Nathalie Ribeiro
Nathalie "Tata" Ribeiro (nascida no Rio de Janeiro em 6 de novembro de 1992) é uma grappler de submissão, competidora e instrutora de jiu-jitsu brasileiro faixa-preta. Multicampeã mundial nas faixas coloridas, Ribeiro conquistou três medalhas no Campeonato Mundial, sendo campeã mundial sem quimono em 2019, campeã europeia em 2022, campeã pan-americana em 2022 e campeã pan-americana em 2021, tanto com quimono quanto sem quimono.

## Início da vida
Nathalie Wan Soares Veras Ribeiro nasceu em 6 de novembro de 1992, no bairro Recreio dos Bandeirantes, Rio de Janeiro, Brasil. Aos oito anos, começou a praticar jiu-jitsu, acompanhada pelos pais, sendo seu pai faixa-preta e sua mãe faixa-azul na época. Aos 16 anos, recebeu a faixa-azul, mas interrompeu os treinos após se tornar mãe. Três anos depois, retornou como faixa-branca na academia do lendário faixa-vermelha e branca (8º grau) Sylvio Behring, onde conquistou as faixas azul e roxa. Como faixa-roxa, venceu o Campeonato Mundial SJJIF de 2015, com e sem quimono, em sua categoria de peso e no absoluto, além de conquistar bronze no Pan-Americano da IBJJF e no Mundial No-Gi da IBJJF. Em março de 2015, mudou-se para os Estados Unidos com uma bolsa de atleta, sendo promovida a faixa-marrom por Aloisio e João Silva, integrando a equipe deles. Em 2017, consagrou-se campeã mundial da IBJJF com e sem quimono, além de conquistar bronze no Pan-Americano da IBJJF no mesmo ano. Juntou-se à equipe  Checkmat, tornando-se instrutora na unidade de La Habra, Califórnia, treinando sob a orientação de Lucas Leite [en], e venceu o Pan-Americano de 2018.

## Carreira como faixa-preta
Ribeiro foi promovida a faixa-preta por Lucas Leite em 12 de março de 2018. Como faixa-preta, conquistou bronze no Mundial de 2018, prata no American National da IBJJF de 2019 em sua categoria de peso e ouro no absoluto, além de ouro no Mundial Sem Quimono de 2019. No ano seguinte, ficou em terceiro lugar no Europeu da IBJJF de 2020 e venceu o Pan-Americano Sem Quimono. Em 2021, tornou-se campeã pan-americana com e sem quimono, conquistando prata no Mundial Sem Quimono na categoria peso-médio e bronze no Mundial na categoria peso-leve. No Europeu de 2022, venceu ouro em sua categoria e bronze no absoluto, tornando-se campeã europeia pela primeira vez. No Campeonato Pan-Americano de 2022, derrotou Ffion Davies, contra quem nunca havia vencido em quatro confrontos anteriores, conquistando o título pela segunda vez. Em junho, conquistou bronze no Mundial de 2022.

### 2023-2024
Em 3 de março de 2023, Ribeiro competiu em uma superluta contra Janaina Lebre no IBJJF FloGrappling Grand Prix, vencendo por 3 a 2 nos pontos. No IBJJF Santa Cruz International Open, em 22 de abril de 2023, conquistou ouro na categoria peso-leve. Em 20 de maio, venceu ouro na categoria peso-pena no IBJJF San Diego Spring Open 2023.
No Campeonato Mundial Master de Jiu-Jitsu IBJJF, em 2 de setembro de 2023, venceu a divisão master 1 peso-leve.
Ribeiro enfrentou Luiza Monteiro em uma superluta no ADXC 1, em 20 de outubro de 2023, sendo derrotada por decisão unânime.
Foi convidada para competir na divisão peso-leve feminina do The Crown, em 19 de novembro de 2023, ao lado de Brianna Ste-Marie [en], Janaina Lebre e Luiza Monteiro, conquistando a medalha de prata.
Em 13 de abril de 2024, venceu ouro nas categorias peso-leve e absoluto no IBJJF Houston Open, e, em 21 de abril, conquistou ouro na categoria peso-leve no IBJJF Orange County Open.
No Campeonato Mundial da IBJJF de 2024, em 1º de junho, conquistou ouro na categoria peso-pena.

## Resumo competitivo no jiu-jitsu brasileiro
Principais conquistas (faixa-preta)
- Campeã Mundial Sem Quimono da IBJJF (2019)
- 2x Campeã Pan-Americana da IBJJF (2021 / 2022)
- 2x Campeã Pan-Americana Sem Quimono da IBJJF (2020[16] / 2021)
- Campeã Europeia da IBJJF (2022)
- Campeã do Abu Dhabi Grand Slam LA (2018)
- Campeã do IBJJF Las Vegas Open (2018)
- Campeã do IBJJF San Diego Open (2018)
- Campeã do IBJJF Dallas Spring Open (2018)
- 2º lugar no Pan-Americano da IBJJF (2020)[17]
- 2º lugar no Mundial Sem Quimono da IBJJF (2021)
- 2º lugar no Europeu da IBJJF (2023)
- 3º lugar no Mundial da IBJJF (2018 / 2021 / 2022)
- 3º lugar no Europeu da IBJJF (2020)
- 3º lugar no Pan-Americano da IBJJF (2019)[17]

Principais conquistas (faixas coloridas)
- Campeã Mundial da IBJJF (2017, faixa-marrom)
- Campeã Mundial Sem Quimono da IBJJF (2017, faixa-marrom)
- Campeã Pan-Americana da IBJJF (2018, faixa-marrom)
- Campeã Mundial Sem Quimono da SJJIF (2015, faixa-roxa[a])
- 2º lugar no UAEJJF Grand Slam LA (2017, faixa-marrom)
- 2º lugar no American Nationals da IBJJF (2016, faixa-marrom[a])
- 3º lugar no Pan-Americano da IBJJF (2015, faixa-roxa; 2017, faixa-marrom)
- 3º lugar no Mundial Sem Quimono da IBJJF (2015, faixa-roxa)

## Linhagem de instrutores
- Carlos Gracie > Hélio Gracie > Rolls Gracie > Romero Cavalcanti > Léo Vieira > Lucas Leite > Nathalie Ribeiro[2]